# 1223
- Wikisource

| Calendário gregoriano                                                        | 1223 MCCXXIII                                         |
| Ab urbe condita                                                              | 1976                                                  |
| Calendário arménio                                                           | 672 – 673                                             |
| Calendário bahá'í                                                            | -621 – -620                                           |
| Calendário budista                                                           | 1767                                                  |
| Calendário chinês                                                            | 3919 – 3920 Início a 2 de fevereiro (aproximadamente) |
| Calendário copta                                                             | 939 – 940                                             |
| Calendário etíope                                                            | 1215 – 1216                                           |
| Calendários hindus - Vikram Samvat - Calendário nacional indiano - Cáli Iuga | 1278 – 1279 1144 – 1145 4323 – 4324                   |
| Calendário Holoceno                                                          | 11223                                                 |
| Calendário islâmico                                                          | 620 – 621                                             |
| Calendário judaico                                                           | 4983 – 4984                                           |
| Calendário persa                                                             | 601 – 602                                             |
| Calendário rúnico                                                            | 1473                                                  |
| Calendário solar tailandês                                                   | 1766                                                  |

1223 (MCCXXIII na numeração romana) foi um ano comum do século XIII do Calendário Juliano, da Era de Cristo, a sua letra dominical foi A (52 semanas), teve início a um domingo e terminou também a um domingo.
| Ano completo                    |
| ------------------------------- |
| Ano comum com início ao domingo |

## Eventos
- 31 de Maio - Batalha do rio Kalka - Confronto entre os exércitos dos principados russos e os mongóis, liderados pelos generais Jebe Noyon e Subedei.
- Sancho II sucede a Afonso II como rei de Portugal.

## Nascimentos
- ? - Leonor da Provença, Rainha Consorte de Henrique II de Inglaterra (m. 1291).

## Mortes
- 25 de Março - Rei Afonso II de Portugal (n. 1185).
- 14 de Julho - Filipe II de França n. 1165 foi rei dos Francos.